# جوزف کنراد (کشتی)
جوزف کنراد (به انگلیسی: Joseph Conrad) یک کشتی بود که طول آن ۱۱۸ فوت (۳۶ متر) بود. این کشتی در سال ۱۸۸۲ ساخته شد.